# Emmanuel Clottey
Emmanuel Clotey (Acra, Ghana, 30 de agosto de 1987) es un exfutbolista de Ghana que jugaba en la posición de delantero.

## Carrera

### Club
| Periodo   | Club                           |
| --------- | ------------------------------ |
| 2004-2009 | Great Olympics                 |
| 2007      | → FC Wacker Innsbruck (cedido) |
| 2008      | → OB Odense (cedido)           |
| 2009      | Eleven Wise                    |
| 2010      | Tema Youth                     |
| 2010–2012 | Berekum Chelsea FC             |
| 2012–2015 | Espérance ST                   |
| 2013–2014 | → Al-Dhafra (cedido)           |
| 2015      | Asante Kotoko SC               |
| 2015-2016 | Muharraq Club                  |
| 2016-2017 | Yalova SK                      |
| 2018-2020 | Great Olympics                 |
| 2020-2021 | Berekum Chelsea FC             |

### Selección nacional
A nivel de selecciones menores representó a Ghana en las categorías sub-20 y sub-23. Con Ghana jugó en nueve ocasiones de 2010 a 2013 y participó en la Copa Africana de Naciones 2013.

## Logros

### Club
- Liga de fútbol de Ghana (1): 2011
- CLP-1 (1): 2011/12

### Individual
- Goleador de la Ghana Premier League en 2007 (14 goles)
- Goleador de la Liga de Campeones de la CAF 2012 (12 goles)